# Gila ditaenia
Gila ditaenia är en fiskart som beskrevs av Miller, 1945. Gila ditaenia ingår i släktet Gila och familjen karpfiskar. IUCN kategoriserar arten globalt som sårbar. Inga underarter finns listade i Catalogue of Life.